# Гермафродит (міфологія)

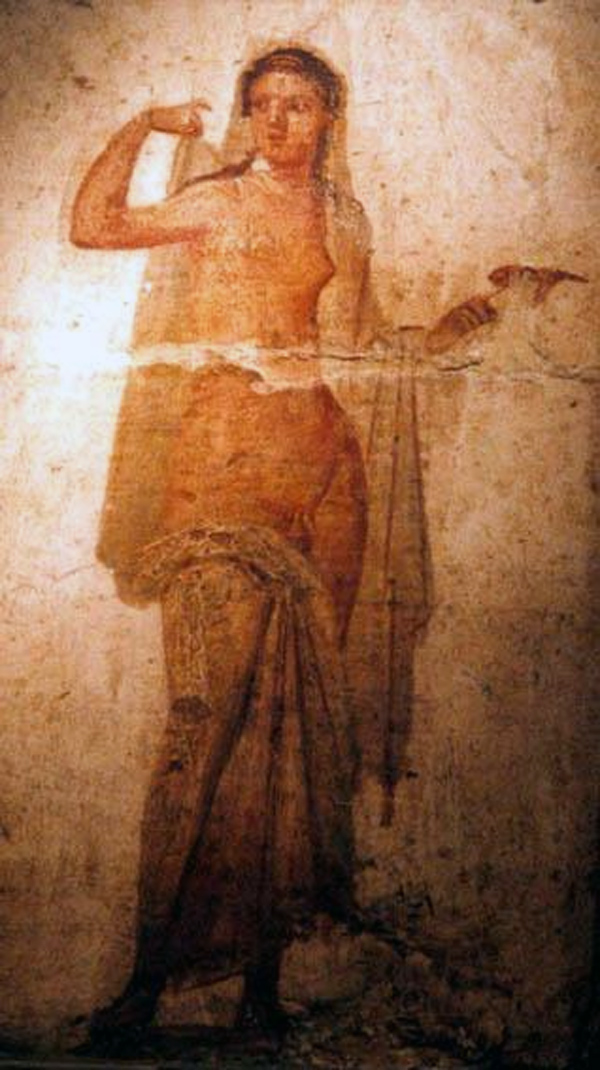
Гермафродит, фреска з Геркуланума, Національний археологічний музей Неаполя

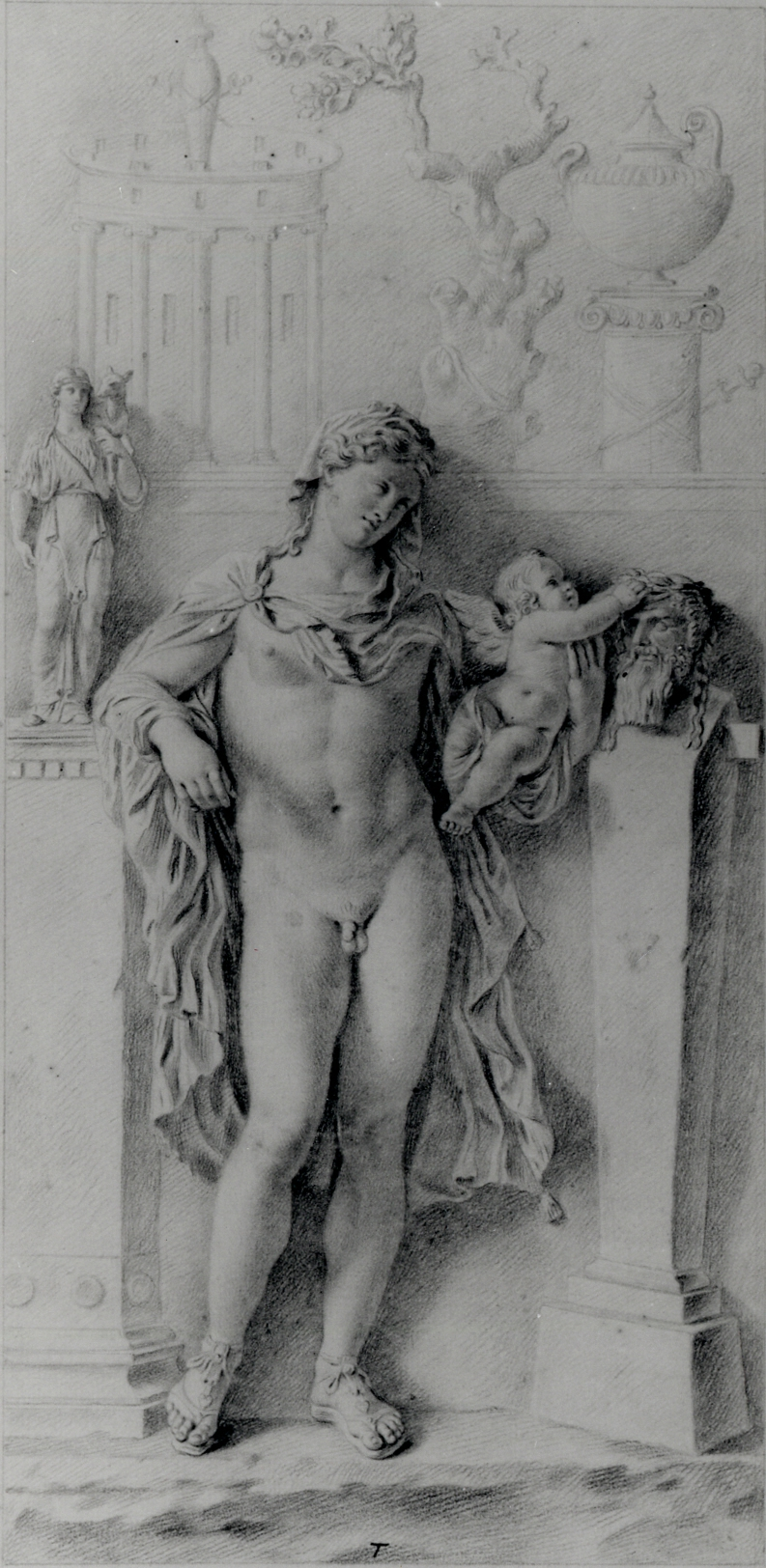
Гермафродит, статуя 18 століття, The British Museum Collections

Гермафродит (грец. Ερμαφρόδιτος) — син Гермеса і Афродіти, який виховувався Наядами на горі Іда у Фригії. Цей золотокудрий хлопець надзвичайної краси, купаючись у водах джерела, збудив пристрасне кохання Салмакіди (німфи цього ключа). Але її благання про взаємність не знайшло відгуку, і невтішна німфа попрохала богів про вічне єднання з коханим. І боги злили Німфу і Гермафродита в єдину двостатеву істоту. Платон у «Діалогах» розповідає, що боги спочатку створили людину у вигляді сфери, з'єднавши два тіла і дві статі. Це вказує, до якої міри він підпорядкував реальність символу і концептуальність зразка, як у грецькій манері він дозволив смертним прийняти такі якості, як гермафродитизм, який зазвичай розглядався як властивість виключно первісних богів. Також Платон в одному із своїх творів розповідає міф про гермафродитів (або андрогінів), які мали у собі дві особи: чотири ноги і чотири руки, які були покарані Зевсом за гордість і були розрубані на двоє, і з того часу люди були приречені шукати свою другу половину.